# Неньковичі
Не́ньковичі — село у Зарічненській громаді Вараського району Рівненської області України. Тут протікає річка Гнила Прип'ять.
Населення станом на 1 січня 2007 року становить 1074 осіб. На території села функціонує школа, садочок, клуб, бібліотека, фельдшерсько-акушерський пункт, пошта, сільська рада тощо. Межує із селами такими, як: с. Мутвиця, смт Зарічне, с. Старі Коні, с. Комори та ін.
Село вперше згадується в 1513 році. Назва походить від слова «ненька».
Влітку 2013 року тут, у с. Неньковичі, мешканці, а також гості святкували 500-річчя села. Також в с. Неньковичі знаходиться пам'ятка історії — маєток польського пана Нелюбовича-Тукальського.

## Населення
За переписом населення 2001 року в селі мешкало 1 146 осіб.

### Мова
Розподіл населення за рідною мовою за даними перепису 2001 року:
| Мова       | Відсоток |
| ---------- | -------- |
| українська | 99,04 %  |
| білоруська | 0,78 %   |
| російська  | 0,17 %   |